# ベンケイソウ
ベンケイソウ（弁慶草、学名：Hylotelephium erythrostictum）はベンケイソウ科の多年草。薬用植物。別名、コベンケイソウ。

## 名称
和名ベンケイソウは、一説には、生命力が強く、茎葉を捨ててもそこから芽を出すので、武蔵坊弁慶に因んで名付けられたとされる。江戸時代の方言辞典『物類称呼』（1775年）によれば、花のついた茎葉を糸で吊しておくと、乾いてしぼんだものでも雷鳴が轟くと色を増すといわれ、「強い」という意味から「弁慶草」と名付けたとしている。別名コベンケイソウ。古名・地方名でイキグサ（生草）とよばれている。中国植物名は景天（けいてん）という。

## 特徴
中国原産といわれ、日本の本州中北部から九州にかけて分布し、山地の草原などに自生する。多年草。草丈は30 - 50 cmで、9-10月ころ、淡紅色の小花を半球形に群がり咲かせる。
葉には、セドヘプツロース、スクロース、フラクトースなどの糖を含んでいる。これら成分は、皮膚の傷を覆うことによって外部から細菌の侵入を防ぎ、外部からの刺激を抑制し、傷面を保護する役目を果たし、間接的な薬用効果が期待されて用いられる。
栽培は、10月ころに株分けし、挿し木は5 - 6月ころに行う。

## 薬用
葉は薬用し、夏から秋にとって天日乾燥させて生薬にしたものを、景天（けいてん）と称している。また随時、生葉も薬用にする。
民間療法で、痔には、景天1日量5グラムを400 ccの水で煎じて、その煎液を患部につける。腫れ物、切り傷、軽い打ち身などに、生葉を採集して軽く火であぶり、薄皮を除いてやわらかくしたものを患部に貼り付ける方法が知られ、消炎の効果で症状を和らげるのに役立つと言われている。かつては毒蛇に噛まれたときの良いと言われていたことがあったが、これは根拠がないもので、成分からすると毒蛇の解毒効果はない。
全体に大きいオオベンケイソウは、中国原産の栽培品種である。ベンケイソウと同じ成分を含むので、同様に薬用されている。

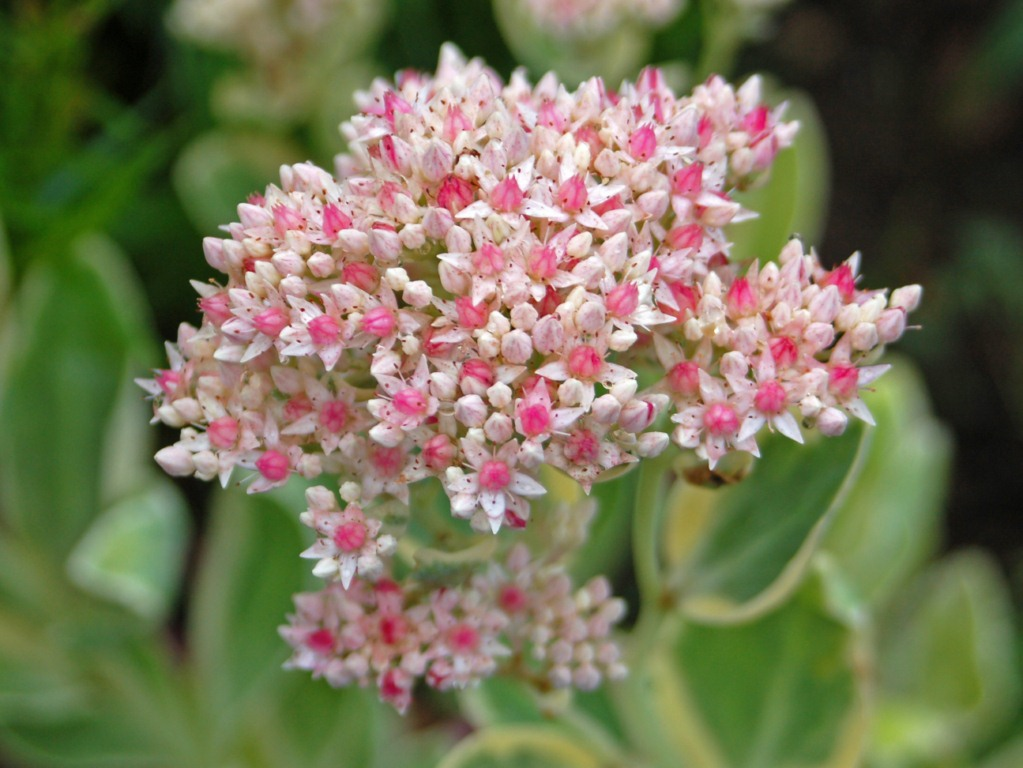
花